# کامارکاتی
کامارکاتی (به لاتین: Kamarkati) یک روستا در بنگلادش است که در استان باریسال و در ناحیه پیروج‌پور واقع شده است.